# Carlos Lavado
Carlos Alberto Lavado Jones (Caracas, 25 de maio de 1956) é um ex-motociclista venezuelano, bicampeão do mundo nas 250cc.
Um dos poucos pilotos venezuelanos a participar do mundial de motovelocidade, Lavado correu neste durante 15 temporadas, entre 1978 e 1992. Com exceção da temporada de 1979, onde correu apenas nas 350cc (continuaria até 1982 junto com as 250cc), Lavado sempre disputou as 250cc. Seus principais anos no campeonato ocorreram entre 1983 e 1986, com estes dois terminando com o título; com o primeiro o tornando, após Johnny Cecotto, apenas o segundo venezuelano a conquistar um título mundial, e com o segundo, o maior vencedor de seu país. Lavado ainda ficaria próximo do título em 1984 e 1985, mas terminando em terceiro.